# Pajarejos
Pajarejos è un comune spagnolo di 13 abitanti situato nella comunità autonoma di Castiglia e León.